# Eurogendfor
EUROGENDFOR ali Evropske žandarmerije (krajše EGF) je bil uveden na podlagi sporazuma leta 2006 med petimi državami članicami Evropske unije (EU) in sicer: Francija, Italija, Nizozemska, Portugalska in Španija. Romunija se je pridružila leta 2009. 

## Namen
Njen namen je vzpostavitev evropske intervencijske sile za opravljenje paravojaških policijskih nalog in so specializirane za krizno upravljanje .  Njen status je zapisana v pogodbi Velsen z dne 18. oktobra 2007.
Sedež EGF je v Vicenzi, v severovzhodni Italiji. Jedro organizacije sestavlja 800-900 članov, kateri so lahko v 30 dneh napoteni na krizno območje..
Dodatnih 2300 članov, je na voljo in v stanju pripravljenosti. Poljska
Vojaška žandarmerija, je tudi partner EGF. Poljska je 10. oktobra 2006 izrazila željo po pridružitvi . V decembru 2011 je Poljska zaprosila za polno
članstvo v EGF . 
Uradni partner organizacije je tudi Litva . V prihodnosti bo večjemu številu držav dovoljeno, da se pridružijo organizaciji. 
Nemčija ne sodeluje v EGF, saj jim njihova ustava ne dovoljuje uporabe vojaške sile policijskih služb .

## Zgodovina
Francoski minister za obrambo Michèle Alliot - Marie je septembra 2003 prvi predlagal enoto EGF. Skupaj z italijanskim obrambnim ministrom Antonio Martinom, sta jo predstavila na srečanju obrambnih ministrov Evropske unije oktobra 2003. Dne 17. septembra so jo ministri petih držav implementirali v Noordwijku na Nizozemskem. 23. januarja 2006 je bila EGF uradno odprta ob vojaški slovesnosti v vojašnici Gen chinotto v Vicenzi.
EGF je v celoti začel delovati 20. julija 2006.
Po vstopu Romunije v Evropsko unijo, je bila romunska žandarmerija sprejeta kot stalna opazovalka v EGF, kar je prvi korak na poti do polnopravnega članstva  3. marca 2009 je romunska žandarmerija postala polnopravna članica  Evropske žandarmerije.
Od decembra 2009 sodeluje EGF v mednarodnih silah Nata. Sodeluje v Afganistanu (Isaf) pri usposabljanju afganistanske nacionalne policije. 
V začetku leta 2010 je bil EGF napoten na Haiti za pomoč pri varnostnih
prizadevanjih.